# Olivier Costa de Beauregard
Olivier Costa de Beauregard (Parigi, 6 novembre 1911 – Poitiers, 5 febbraio 2007) è stato un fisico francese, allievo di Louis de Broglie, nel cui laboratorio entrò nel 1940.
Nel 1943 ha ottenuto il dottorato in Scienze; nel 1963 quello in Lettere, con una tesi sul concetto di tempo, la sua equivalenza con lo spazio e la sua irreversibilità. È stato Direttore del CNRS, Centro Nazionale di Ricerca Scientifica, in Francia.
Ha pubblicato numerosi articoli, contributi e volumi collettivi, enciclopedie e libri, sia in francese, in inglese e anche in italiano, su argomenti scientifici riguardanti principalmente la teoria della relatività e la meccanica quantistica. Ha individuato, forse contemporaneamente a Luigi Fantappié, il concetto di sintropia.